# Walcott (Lincolnshire)
Walcott – wieś i civil parish w Anglii, w hrabstwie Lincolnshire, w dystrykcie North Kesteven. Leży 22 km na południowy wschód od Lincoln i 177 km na północ od Londynu. W 2011 roku civil parish liczyła 566 mieszkańców.
Walcote jest wspomniana w Domesday Book (1086) jako Walecote.